# Trichosiphonaphis lijiangensis
Trichosiphonaphis lijiangensis är en insektsart. Trichosiphonaphis lijiangensis ingår i släktet Trichosiphonaphis och familjen långrörsbladlöss. Inga underarter finns listade i Catalogue of Life.